# Cantonul Lussac-les-Châteaux
Cantonul Lussac-les-Châteaux este un canton din arondismentul Montmorillon, departamentul Vienne, regiunea Poitou-Charentes, Franța.

## Comune
| Comune                   | Populație (1999) | Cod poștal | Cod INSEE |
| ------------------------ | ---------------- | ---------- | --------- |
| Bouresse                 | 597              | 86410      | 86034     |
| Civaux                   | 945              | 86320      | 86077     |
| Gouex                    | 520              | 86320      | 86107     |
| Lhommaizé                | 806              | 86410      | 86131     |
| Lussac-les-Châteaux      | 2.360            | 86320      | 86140     |
| Mazerolles               | 781              | 86320      | 86153     |
| Persac                   | 838              | 86320      | 86190     |
| Saint-Laurent-de-Jourdes | 166              | 86410      | 86228     |
| Sillars                  | 602              | 86320      | 86262     |
| Verrières                | 868              | 86410      | 86285     |